# Aitor Zabaleta Cortázar
Aitor Zabaleta Cortázar va ser un seguidor de la Reial Societat de Futbol assassinat a Madrid el 1998. Actualment, el gol sud de l'Estadi d'Anoeta s'anomena Aitor Zabaleta Harmaila en el seu honor.
Aficionat de l'equip de futbol de la Reial Societat, Zabaleta va ser apunyalat el 8 de desembre de 1998, als 28 anys, a Madrid, als voltants de l'Estadi Vicente Calderón, just abans del partit entre l'Atlètic de Madrid i la Reial Societat de la Lliga Europa de la UEFA. Quan un grup d'aficionats esportius radicals d'ideologia feixista va atacar amb violència els seguidors de la Reial que es trobaven en un bar, Zabaleta va protegir un nen. Després, quan va anar a trobar la seva xicota, uns ultres el van envoltar i li van clavar una punyalada al cor. Va morir a l'hospital el 9 de desembre i és enterrat a Zegama.
En el judici per l'assassinat es va demostrar que l'assassí va ser Ricardo Guerra, un membre del grup ultra anomenat Bastión, el qual va ser condemnat a 17 anys de presó.

## Homenatges
- A l'exterior de l'Estadi d'Anoeta es va instal·lar un monument commemoratiu en record d'Aitor Zabaleta.
- L'Ajuntament de Sant Sebastià li va dedicar una plaça al barri d'Ibaeta, on la seva família regenta el restaurant Aratz.[6][7]